# Alfredo Mejía
Alfredo Antonio Mejía Escobar (El Negrito, Yoro, Honduras; 3 de abril de 1990) es un exfutbolista hondureño que se desempeñaba como mediocentro defensivo o defensa central. Fue internacional absoluto con la selección de Honduras, con la que participó en todas sus categorías.

## Trayectoria

### Inicios
Comenzó su carrera a los 8 años en el Atlético Junior, con el cual jugó en las divisiones menores. Tras su participación en la Copa Mundial de Fútbol Sub-17 de 2007, pasó al Udinese Calcio de la Serie A italiana, en donde únicamente alcanzó a tener participación con el Udinese Primavera y, después de seis meses, abandonó la institución.

### Real España (2009-2011)
Luego de su fallido paso por el fútbol europeo, en 2008 retornó a su país e inmediatamente se enroló en las divisiones menores del Real España. Su debut en Primera División se produjo un año después, bajo dirección técnica de Ramón Maradiaga, el 17 de enero de 2009 contra el Platense, por la segunda fecha del Torneo Clausura, con 18 años de edad. El partido, que se llevó a cabo en el Estadio Morazán de San Pedro Sula, culminó con victoria de 3-0 a favor del club aurinegro. Durante ese torneo, Mejía disputó cuatro partidos más. Real España finalizó en el tercer lugar de la tabla de posiciones y avanzó a las semifinales, donde enfrentó y superó a Marathón con marcador global de 6-2 (3-1 en la ida y en la vuelta). En la final, enfrentaron a Olimpia y perdieron el título con global de 4-3 (empate de 2-2 en el juego de ida y derrota de 2-1 en la vuelta). Finalizada esa temporada, el equipo de Mejía se ganó el derecho a disputar la Liga de Campeones de la Concacaf 2009-10. En esa competición, Mejía hizo su debut el 21 de agosto de 2009, durante el triunfo de 1-0 sobre W Connection por la primera fecha de la fase de grupos.
Durante los torneos Apertura 2009 y Clausura 2010, Mejía comenzó a tener mayor regularidad con el primer equipo de Real España, llegando a disputar 19 partidos durante ese año. En ese último torneo, la llegada de Mario Zanabria al banquillo también le permitió tomar mayor protagonismo individual, convirtiéndose en el capitán más joven en la historia del club y del fútbol hondureño. El 12 de septiembre de 2010, en un encuentro válido por la sexta fecha del Torneo Apertura frente a Hispano, Mejía convirtió su primer doblete en primera división, a los minutos 70 y 85 del partido, el cual finalizó con triunfo por 3-1 como visitantes. Ese torneo, su equipo finalizó en el tercer puesto de la tabla de posiciones con 29 puntos y accedió a las semifinales. En esa fase se tuvieron que enfrentar al acérrimo rival, Marathón, a quienes dejaron fuera tras un empate de 2-2 en la ida y una victoria de 2-0 en la vuelta (global de 4-2). En la final, el equipo dirigido por Zanabria y capitaneado por Mejía se enfrentó a Olimpia, que venía de consagrarse campeón en el torneo anterior. El partido de ida, jugado el 5 de diciembre en el Estadio Nacional, concluyó con empate de 1-1 en el resultado. En la vuelta, disputada el 11 de diciembre en el Estadio Morazán, Real España ganó 2-1 y se consagró campeón del fútbol hondureño.

### Motagua (2012-2013)
El 16 de diciembre de 2011, con una oferta de Motagua sobre la mesa, se reunió con el director deportivo de Real España, Jaime Villegas, con el objetivo de negociar una mejora salarial en su contrato, sin embargo, las negociaciones no rindieron los frutos esperados. Al día siguiente, el presidente del cuadro azul profundo, Pedro Atala, confirmó que habían adquirido el 100% de su pase por la suma de US$ 53.000. Su debut se produjo el 21 de enero de 2012 justamente contra su exequipo, Real España, en el Estadio Morazán, durante un juego válido por la tercera fecha del Torneo Clausura que concluyó con empate de 1-1. Mejía, quien alineó como titular, no había podido jugar las primeras dos fechas del torneo debido a que se encontraba sancionado. Por decisión técnica de José Treviño, solamente disputó un partido del Torneo Apertura 2012. El 20 de enero de 2013, con Reynaldo Clavasquín en la dirección técnica, reapareció como titular en la primera fecha del Torneo Clausura 2013, en un encuentro que se perdió por la mínima contra Real Sociedad. El jugador se mantendría en la titularidad durante 13 partidos de ese torneo, sin embargo, en el Torneo Apertura esa progresión se vio frenada ante la llegada del técnico Hristo Vidaković, con quien soló jugó siete partidos —cuatro como titular— y pasó la mayor parte del torneo con el cuadro de reservas (situación que orilló a Mejía a solicitar su salida del club). Finalmente, el 26 de diciembre de 2013 llegó a un acuerdo de rescisión y abandonó la institución.

### Marathón (2014)
El 3 de enero de 2014 fue presentado como refuerzo de Marathón para los siguientes dos años y medio, vistiendo la camiseta número 12. Mejía hizo su primera aparición el 5 de enero en un amistoso de pretemporada contra Sula de La Lima, cuyo resultado fue una goleada de 7-0. Realizó su debut oficial en la primera fecha del Torneo Clausura, el 11 de enero, durante un partido disputado en el Estadio Olímpico Metropolitano contra Parrillas One, al cual ingresó de titular y jugó los 90 minutos; los verdolagas y parrilleros empataron a una unidad. Marcó su primer gol el 25 de enero, de tiro libre, en el empate de 3-3 contra Motagua. A pesar de que solamente jugó un semestre con el club, en el que disputó 20 partidos y convirtió un gol, Mejía se consolidó como una pieza fundamental en el esquema técnico de Manuel Keosseian, quien los lideró a la final del torneo, en donde perdieron el título ante Olimpia.

### Panthrakikos (2014-2016)
El 11 de julio de 2014, tras realizar pruebas médicas y físicas, firmó un contrato por dos temporadas con el Panthrakikos de la Superliga de Grecia. El club griego depositó cerca de € 600.000 a Marathón por el 70% del pase del jugador. Debutó el 30 de agosto de 2014 en un partido que empataron 1-1 contra PAS Giannina, correspondiente a la segunda fecha de la temporada 2014-15, jugando como titular y portando el dorsal 6 en su espalda. El 5 de abril de 2015 marcó su primer gol durante la derrota en casa por 2-1 ante Ergotelis. El 10 de mayo de 2015, en el triunfo de 2-0 sobre Xanthi, jugó su último partido de la temporada. En total, jugó 28 partidos —26 de titular— y convirtió una anotación durante su primer año con el club. En la temporada 2015-16 realizó su debut el 22 de agosto, en un partido válido por la primera fecha frente a Asteras Trípoli, cuyo marcador en el resultado final fue una derrota de 2-0. Al final de la campaña, el Panthrakikos descendió de categoría y Mejía, tras finalizar su contrato el 30 de junio de 2016, abandonó el club.

### Regreso a Marathón (2016)
El 16 de agosto de 2016 se confirmó su regreso al Marathón, como petición expresa del técnico Carlos Pavón, con quien habían sido compañeros de equipo años atrás en Real España. Hizo su reestreno con el club sampedrano el 28 de agosto de 2016, ingresando de titular, en el triunfo a domicilio de 1-0 sobre Juticalpa por la sexta fecha del Torneo Apertura.  En su segundo paso por Marathón, disputó 13 encuentros y no marcó goles.

### Xanthi (2017-2018)
El 24 de enero de 2017 se oficializó su fichaje por el Xanthi de la Superliga de Grecia, luego de firmar un contrato con vigencia hasta junio de 2018. Debutó en la temporada 2016-17 el 5 de febrero en la derrota de 2-0 ante Panionios de Atenas como visitantes, ingresando de cambio al minuto 46. En la siguiente fecha, durante el empate de 0-0 contra PAOK de Salónica, volvió a ingresar desde el banco de suplentes en el minuto 80. Jugó su primer partido como titular el 19 de marzo en el empate de 2-2 contra Levadiakos, pero fue sustituido por Marcos Pizzelli al minuto 60. Hizo su debut en la temporada 2017-18 el 19 de agosto de 2017 en el empate a cero goles con Lamia. El 1 de octubre marcó su primer gol con el club en la victoria de 2-0 ante Kerkyra.

### Regreso a Real España (2018-2019)
El 7 de junio de 2018, el Real España confirmó su regreso a la institución después de seis años y medio. Hizo su reestreno el 29 de julio, jugando los 90 minutos, durante la primera fecha del Torneo Apertura en un compromiso ante Juticalpa que se empató 1-1. El 3 de agosto volvió a alinear como titular en la derrota de 1-0 contra Tauro por el juego de ida de los octavos de final de la Liga Concacaf 2018. El 10 de marzo de 2019 anotó un gol durante la victoria a domicilio de 2-0 frente a Vida. En su segunda etapa, disputó un total de treinta y tres partidos y convirtió un gol.

### Pontevedra (2019)
El 21 de agosto de 2019, tras su desvinculación de Real España, firmó contrato por una temporada con el Pontevedra de la Segunda División B de España. El 15 de septiembre realizó su debut oficial ingresando al minuto 80 en sustitución de Álvaro Bustos, en la derrota de su equipo por 2-1 contra la Unión Deportiva Ibiza. El 17 de noviembre anotó su primer gol en el triunfo de 3-0 sobre Marino de Luanco. Su debut en Copa del Rey se produjo el 8 de enero de 2020 en un nuevo encuentro contra Ibiza que perdieron 2-0.

### Levadiakos (2020-presente)
Luego de abandonar el club español tras rescindir su contrato el 15 de enero de 2020, ese mismo día se oficializó su incorporación al Levadiakos F. C. griego, al cual se unió por seis meses, pero con la opción de renovar por una temporada más. Su debut se dio el 20 de enero, frente a PAS Giannina, en un encuentro correspondiente a la decimotercera fecha de la temporada 2019-20, dándole el triunfo de 1-0 a su equipo con un agónico gol al minuto 90+3.

## Selección nacional

### Selecciones juveniles
A partir del año 2006, empezó a ser parte de las convocatorias de la selección Sub-17. En marzo de 2007 fue convocado a la Sub-17 por el técnico Miguel Escalante para disputar el Campeonato Sub-17 de la Concacaf de 2007 con el objetivo de conseguir la clasificación a la Copa Mundial Sub-17 de 2007, en Corea del Sur. Mejía debutó en ese campeonato el 4 de abril de 2007 frente a Haití, en un empate de 1-1. Dos días después, el 6 de abril, volvió a tener participación, en esa ocasión contra El Salvador, partido que finalizó con triunfo hondureño de 1-0. El 8 de abril jugó el último partido del Grupo A, en el cual la selección consiguió la clasificación tras empatar a cero goles con México. Tras una gira en Nueva Jersey, donde se disputaron amistosos contra Estados Unidos, finalmente fue convocado a la Copa Mundial Sub-17 de 2007. En dicho mundial, la selección integró el grupo C junto con Argentina, España y Siria y Mejía jugó los tres partidos correspondientes a esa fase: El 19 de agosto en la derrota de 4-2 frente a España, el 22 de agosto en la goleada de 4-1 sufrida ante Argentina y el 25 de agosto en el compromiso que se perdió por 2-0 contra Siria.
En febrero de 2009, el técnico de la selección Sub-20, Emilio Umanzor, lo incluyó en la nómina de 20 jugadores convocados para disputar el Campeonato Sub-20 de la Concacaf de 2009 que otorgaba la clasificación a la Copa Mundial Sub-20 de 2009. Debutaron el 6 de marzo de 2009 ante El Salvador y el partido quedó empatado a dos goles. En el segundo compromiso del grupo, disputado el 8 de marzo, la selección se midió ante Estados Unidos y volvió a empatar, en esa ocasión a cero goles. El 10 de marzo, Mejía volvió a participar con su selección durante el partido en que los catrachos se impusieron por 4-0 ante Jamaica y consiguieron clasificar al mundial. En el juego de semifinales, disputado el 13 de marzo, la selección se enfrentó a Costa Rica y empató a cero goles, pero cayó derrotada por 4-2 en la tanda de penales. Finalmente, el 15 de marzo la selección se adjudicó el tercer puesto del campeonato tras vencer a la anfitriona, Trinidad y Tobago, con marcador de 2-1. El 1 de junio se anunció su convocatoria para el Mundial de Egipto, pero nada más disputó dos partidos: la victoria de 3-0 sobre Hungría y la derrota de 2-0 contra Sudáfrica.

#### Participaciones en Campeonatos de Concacaf
| Campeonato de Concacaf                | Sede              | Resultado    | Partidos | Goles |
| ------------------------------------- | ----------------- | ------------ | -------- | ----- |
| Campeonato Sub-17 de la Concacaf 2007 | Honduras Jamaica  | Quinto lugar | 3        | 0     |
| Campeonato Sub-20 de la Concacaf 2009 | Trinidad y Tobago | Tercer lugar | 5        | 0     |
| Total                                 | Total             | Total        | 8        | 0     |

#### Participaciones en Copas del Mundo
| Mundial                     | Sede          | Resultado      | Partidos | Goles |
| --------------------------- | ------------- | -------------- | -------- | ----- |
| Copa Mundial Sub-17 de 2007 | Corea del Sur | Fase de grupos | 3        | 0     |
| Copa Mundial Sub-20 de 2009 | Egipto        | Fase de grupos | 2        | 0     |
| Total                       | Total         | Total          | 5        | 0     |

#### Partidos internacionales
| 1.    | 4 de abril de 2007       | Nacional, Tegucigalpa, Honduras              | Honduras       | 1–1      | Haití             |   | Campeonato Sub-17 de la Concacaf de 2007 |
| 2.    | 6 de abril de 2007       | Nacional, Tegucigalpa, Honduras              | Honduras       | 1–0      | El Salvador       |   | Campeonato Sub-17 de la Concacaf de 2007 |
| 3.    | 8 de abril de 2007       | Nacional, Tegucigalpa, Honduras              | Honduras       | 0–0      | México            |   | Campeonato Sub-17 de la Concacaf de 2007 |
| 4.    | 19 de agosto de 2007     | Estadio de Ulsan, Ulsan, Corea del Sur       | Honduras       | 2–4      | España            |   | Copa Mundial Sub-17 de 2007              |
| 5.    | 22 de agosto de 2007     | Estadio de Ulsan, Ulsan, Corea del Sur       | Argentina      | 4–1      | Honduras          |   | Copa Mundial Sub-17 de 2007              |
| 6.    | 25 de agosto de 2007     | Mundialista de Jeju, Seogwipo, Corea del Sur | Honduras       | 0–2      | Siria             |   | Copa Mundial Sub-17 de 2007              |
| 7.    | 6 de marzo de 2009       | Dwight Yorke, Bacolet, Trinidad y Tobago     | Honduras       | 2–2      | El Salvador       |   | Campeonato Sub-20 de la Concacaf de 2009 |
| 8.    | 8 de marzo de 2009       | Dwight Yorke, Bacolet, Trinidad y Tobago     | Estados Unidos | 0–0      | Honduras          |   | Campeonato Sub-20 de la Concacaf de 2009 |
| 9.    | 10 de marzo de 2009      | Dwight Yorke, Bacolet, Trinidad y Tobago     | Jamaica        | 0–4      | Honduras          |   | Campeonato Sub-20 de la Concacaf de 2009 |
| 10.   | 13 de marzo de 2009      | Marvin Lee, Macoya, Trinidad y Tobago        | Costa Rica     | 0–0 4–2p | Honduras          |   | Campeonato Sub-20 de la Concacaf de 2009 |
| 11.   | 15 de marzo de 2009      | Marvin Lee, Macoya, Trinidad y Tobago        | Honduras       | 2–1      | Trinidad y Tobago |   | Campeonato Sub-20 de la Concacaf de 2009 |
| 12.   | 27 de septiembre de 2009 | Estadio de Alejandría, Alejandría, Egipto    | Honduras       | 3–0      | Hungría           |   | Copa Mundial Sub-20 de 2009              |
| 13.   | 3 de octubre de 2009     | Al-Masry, Puerto Saíd, Egipto                | Sudáfrica      | 2–0      | Honduras          |   | Copa Mundial Sub-20 de 2009              |
| Total | Total                    | Total                                        | Presencias     | 13       | Goles             | 0 |                                          |

### Selección olímpica

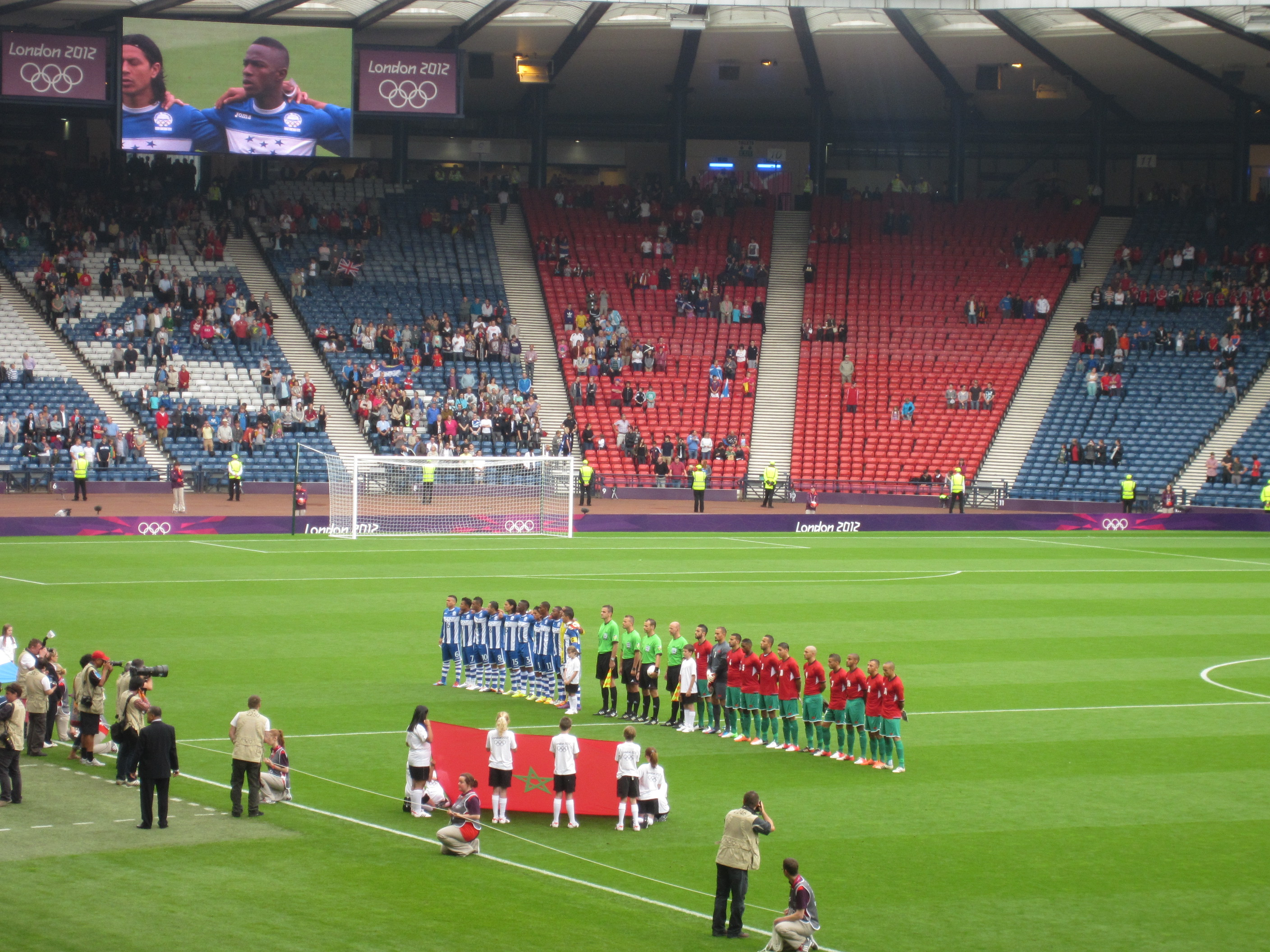
Mejía (cuarto de izquierda a derecha) alineó como titular durante el debut de Honduras en los Juegos Olímpicos de Londres 2012 contra Marruecos.

El 9 de marzo de 2012 fue incluido en la lista de 20 jugadores convocados para disputar el Preolímpico de Concacaf de 2012 con la selección olímpica. Debutó el 23 de marzo en la ciudad de Carson, en un partido en el cual la selección se impuso sobre Panamá por 3-1. En el siguiente partido, jugado el 25 de marzo, Mejía volvió a ser titular durante la derrota por 3-0 contra México. El 27 de marzo, durante el último partido de la fase de grupos, la selección derrotó por 2-0 a Trinidad y Tobago y, de esa forma, consiguió el pase a la semifinal. En esa fase, jugada el 31 de marzo en la ciudad de Kansas City, derrotaron por 3-2 a El Salvador, pero Mejía tuvo que abandonar el encuentro a los 26 minutos tras sufrir una fractura en el quinto metatarsiano de su pie derecho. Con esa victoria, los hondureños consiguieron la clasificación a los Juegos Olímpicos de Londres 2012.
Finalmente, el 21 de junio de 2012 fue convocado por Luis Fernando Suárez para participar en los Juegos Olímpicos. La selección hondureña compartió el grupo D junto con España, Japón y Marruecos. El debut, jugado el 26 de julio en la ciudad de Glasgow, culminó con un empate de 2-2 contra Marruecos. Para la siguiente fecha, disputada el 29 de julio en Newcastle, derrotaron y eliminaron a España con un triunfo por la mínima. En el último partido de la fase de grupos, jugado el 1 de agosto en Coventry, se enfrentaron a Japón y empataron 0-0. El 4 de agosto, durante el juego válido por los cuartos de final, se midieron ante Brasil y cayeron eliminados tras perder por 3-2.

#### Participaciones en Preolímpicos
| Preolímpico                     | Sede           | Resultado        | Partidos | Goles |
| ------------------------------- | -------------- | ---------------- | -------- | ----- |
| Preolímpico de Concacaf de 2012 | Estados Unidos | Medalla de plata | 4        | 0     |

#### Participaciones en Juegos Olímpicos
| Juegos Olímpicos         | Sede        | Resultado        | Partidos | Goles |
| ------------------------ | ----------- | ---------------- | -------- | ----- |
| Juegos Olímpicos de 2012 | Reino Unido | Cuartos de final | 4        | 0     |

#### Partidos internacionales
| 1.    | 23 de marzo de 2012 | Dignity Health Sports Park, Carson, EEUU | Honduras    | 3–1         | Panamá            |   | Preolímpico de Concacaf de 2012  |
| 2.    | 25 de marzo de 2012 | Dignity Health Sports Park, Carson, EEUU | México      | 3–0         | Honduras          |   | Preolímpico de Concacaf de 2012  |
| 3.    | 27 de marzo de 2012 | Dignity Health Sports Park, Carson, EEUU | Honduras    | 2–0         | Trinidad y Tobago |   | Preolímpico de Concacaf de 2012  |
| 4.    | 31 de marzo de 2012 | Children's Mercy Park, Kansas City, EEUU | El Salvador | 2–3 (t. s.) | Honduras          |   | Preolímpico de Concacaf de 2012  |
| 5.    | 26 de julio de 2012 | Hampden Park, Glasgow, Escocia           | Honduras    | 2–2         | Marruecos         |   | Juegos Olímpicos de Londres 2012 |
| 6.    | 29 de julio de 2012 | St James' Park, Newcastle, Inglaterra    | España      | 0–1         | Honduras          |   | Juegos Olímpicos de Londres 2012 |
| 7.    | 1 de agosto de 2012 | Ricoh Arena, Coventry, Inglaterra        | Japón       | 0–0         | Honduras          |   | Juegos Olímpicos de Londres 2012 |
| 8.    | 4 de agosto de 2012 | St James' Park, Newcastle, Inglaterra    | Brasil      | 3–2         | Honduras          |   | Juegos Olímpicos de Londres 2012 |
| Total | Total               | Total                                    | Presencias  | 8           | Goles             | 0 |                                  |

### Selección absoluta

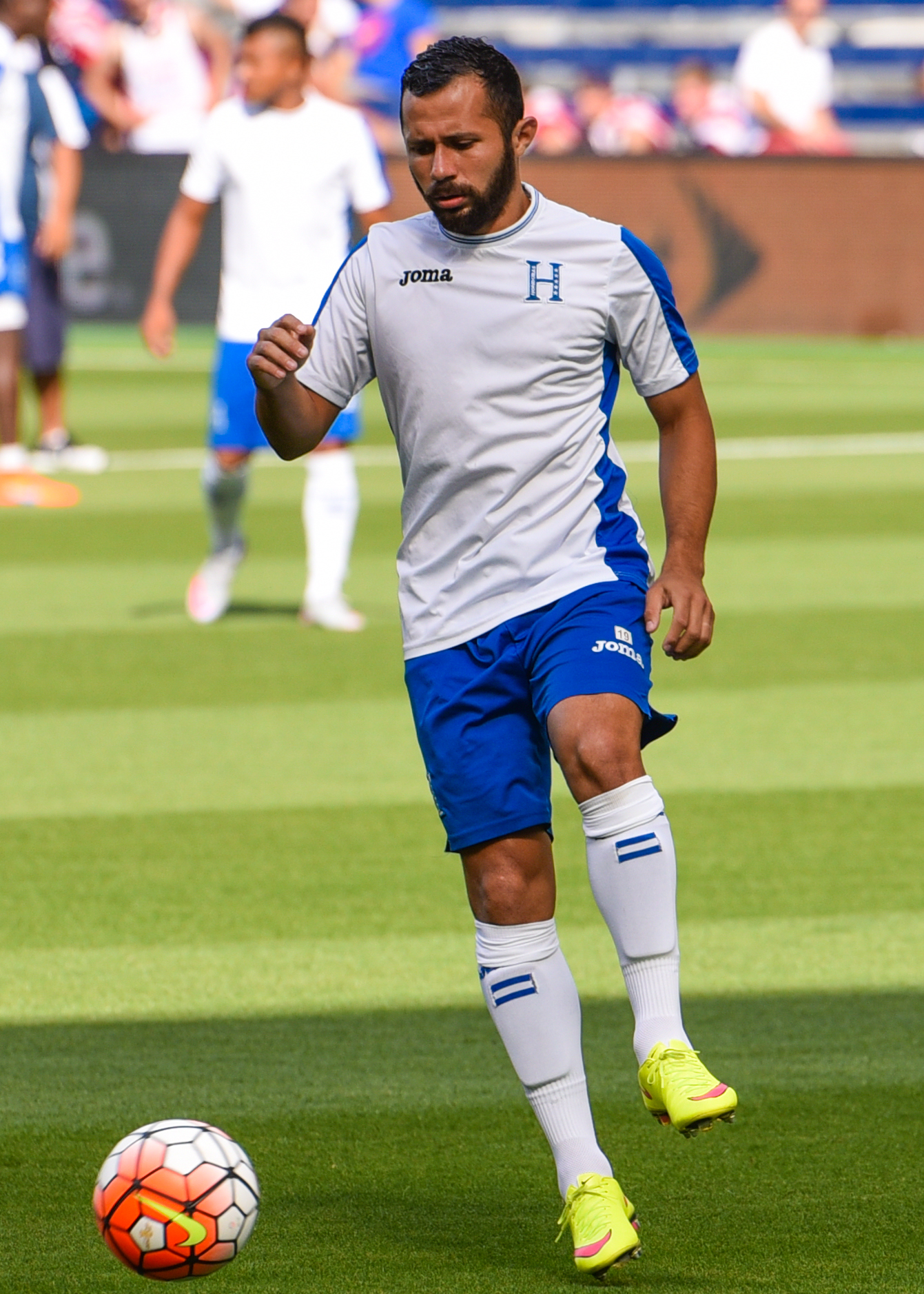
Mejía durante la previa de un partido con la selección de Honduras en 2015.

El 7 de enero de 2011 fue convocado por primera vez a la selección absoluta por Juan de Dios Castillo para encarar la Copa Centroamericana 2011. Mejía jugó su primer partido con la selección el 14 de enero de 2011, con 21 años, en el debut de los hondureños en esa competición contra Costa Rica, en un encuentro que finalizó con empate de 1-1. El 18 de enero, contra Guatemala, volvió a ser titular en el compromiso que ganaron por 3-1. En el juego de semifinal, disputado el 21 de enero frente a El Salvador, jugó nuevamente los 90 minutos y los hondureños se llevaron la victoria por 2-0. Finalmente, el 23 de enero se consagraron campeones tras vencer en la final a Costa Rica con resultado de 2-1. Mejía jugó como titular los cuatro partidos que su selección sostuvo en esa competición.
El 29 de marzo de 2011 volvió a jugar con la selección durante un amistoso contra China en Wuhan, en el que perdieron por 3-0. Dos meses después, el 20 de mayo, fue convocado por el nuevo técnico Luis Fernando Suárez para disputar la Copa de Oro 2011. El 10 de junio debutó con anotación incluida durante la segunda fecha de la fase de grupos, contra Granada, en un partido que ganaron por goleada de 7-1. El 13 de junio, en la derrota por la mínima contra Jamaica, volvió a jugar. Honduras finalizó en el segundo lugar del grupo B y el 18 de junio, en los cuartos de final, le tocó enfrentarse a Costa Rica, selección que derrotaron en la tanda de penales por 4-2. En la semifinal, jugada el 22 de junio, se enfrentaron a México y perdieron por 2-0 en la prórroga.
El 21 de mayo de 2012 fue convocado de nueva cuenta por Luis Fernando Suárez para dos compromisos amistosos contra Nueva Zelanda y El Salvador, así como para las primeras dos fechas de las Eliminatorias para el Mundial de 2014 contra Panamá y Canadá. Mejía únicamente tuvo participación el 26 de mayo durante el amistoso en Dallas contra los kiwis, el cual perdieron por 1-0. Tres años después, entró nuevamente en una convocatoria de la selección absoluta, en esa ocasión el técnico Jorge Luis Pinto lo convocó para una serie de amistosos contra El Salvador (victoria de 2-0), Paraguay (empate de 2-2) y Brasil (derrota de 1-0), disputados el 31 de mayo, el 6 y el 10 de junio de 2015 respectivamente. Mejía convenció al seleccionador colombiano, quien finalmente lo incluyó en la nómina definitiva para encarar la Copa de Oro 2015 y un amistoso previo contra México. En esa competición tuvo actividad durante las derrotas de 2-1 y 1-0 contra Estados Unidos y Haití respectivamente.
El 6 de septiembre de 2016 debutó en las Eliminatorias para el Mundial de 2018 en el empate de 0-0 contra México en la Ciudad de México, saliendo sustituido al minuto 89 por Óliver Morazán. Posteriormente, el 3 de noviembre de 2016, fue convocado para otros compromisos eliminatorios contra Panamá y Trinidad y Tobago que terminaron con derrota de 1-0 y victoria de 3-1 respectivamente. También entró en la nómina de convocados para la Copa de Oro 2017 y, de igual forma, para las últimas cuatro fechas de la eliminatoria, en los partidos contra Trinidad y Tobago (triunfo de 2-1 como visitantes), Estados Unidos (empate de 1-1 como locales), Costa Rica (empate de 1-1 como visitantes) y México (triunfo de 3-2 como locales). Asimismo, jugó el partido de ida válido por el repechaje intercontinental contra Australia, disputado el 10 de noviembre de 2017 en San Pedro Sula y que terminó con empate a cero goles.

#### Participaciones en Eliminatorias
| Eliminatorias                  | País   | Resultado   | Posición | Partidos | Goles |
| ------------------------------ | ------ | ----------- | -------- | -------- | ----- |
| Eliminatorias de Concacaf 2014 | Brasil | Clasificado | 3º       | 0        | 0     |
| Eliminatorias de Concacaf 2018 | Rusia  | Eliminado   | 4º       | 8        | 0     |
| Total                          | Total  | Total       | Total    | 8        | 0     |

#### Participaciones en Copa de Oro
| Copa de Oro      | Sede                    | Resultado        | Partidos | Goles |
| ---------------- | ----------------------- | ---------------- | -------- | ----- |
| Copa de Oro 2011 | Estados Unidos          | Cuarto lugar     | 3        | 1     |
| Copa de Oro 2015 | Estados Unidos · Canadá | Fase de grupos   | 2        | 0     |
| Copa de Oro 2017 | Estados Unidos          | Cuartos de final | 4        | 0     |
| Total            | Total                   | Total            | 9        | 1     |

#### Participaciones en Copa Centroamericana
| Copa Centroamericana      | Sede   | Resultado | Partidos | Goles |
| ------------------------- | ------ | --------- | -------- | ----- |
| Copa Centroamericana 2011 | Panamá | Campeón   | 4        | 0     |
| Copa Centroamericana 2017 | Panamá | Campeón   | 2        | 0     |
| Total                     | Total  | Total     | 6        | 0     |

#### Partidos internacionales
| 1.    | 14 de enero de 2011     | Rommel Fernández, Ciudad de Panamá, Panamá       | Costa Rica             | 1–1         | Honduras          |       | Copa Centroamericana 2011       |
| 2.    | 18 de enero de 2011     | Rommel Fernández, Ciudad de Panamá, Panamá       | Honduras               | 3–1         | Guatemala         |       | Copa Centroamericana 2011       |
| 3.    | 21 de enero de 2011     | Rommel Fernández, Ciudad de Panamá, Panamá       | Honduras               | 2–0         | El Salvador       |       | Copa Centroamericana 2011       |
| 4.    | 23 de enero de 2011     | Rommel Fernández, Ciudad de Panamá, Panamá       | Honduras               | 2–1         | Costa Rica        |       | Copa Centroamericana 2011       |
| 5.    | 29 de marzo de 2011     | Wuhan Sports Center, Wuhan, China                | China                  | 3–0         | Honduras          |       | Amistoso                        |
| 6.    | 29 de mayo de 2011      | RFK Memorial Stadium, Washington D. C., EEUU     | Honduras               | 2–2         | El Salvador       |       | Amistoso                        |
| 7.    | 10 de junio de 2011     | Riccardo Silva, Miami, Estados Unidos            | Granada                | 1–7         | Honduras          | 90+3' | Copa de Oro 2011                |
| 8.    | 13 de junio de 2011     | Red Bull Arena, Harrison, Estados Unidos         | Honduras               | 0–1         | Jamaica           |       | Copa de Oro 2011                |
| 9.    | 22 de junio de 2011     | Estadio NRG, Houston, Estados Unidos             | Honduras               | 0–2 (t. s.) | México            |       | Copa de Oro 2011                |
| 10.   | 10 de agosto de 2011    | Olímpico Metropolitano, San Pedro Sula, Honduras | Honduras               | 2–0         | Venezuela         |       | Amistoso                        |
| 11.   | 8 de octubre de 2011    | Hard Rock Stadium, Miami, Estados Unidos         | Estados Unidos         | 1–0         | Honduras          |       | Amistoso                        |
| 12.   | 11 de octubre de 2011   | Ceibeño, La Ceiba, Honduras                      | Honduras               | 2–1         | Jamaica           |       | Amistoso                        |
| 13.   | 14 de noviembre de 2011 | Olímpico Metropolitano, San Pedro Sula, Honduras | Honduras               | 2–0         | Serbia            |       | Amistoso                        |
| 14.   | 29 de febrero de 2012   | George Capwell, Guayaquil, Ecuador               | Ecuador                | 2–0         | Honduras          |       | Amistoso                        |
| 15.   | 26 de mayo de 2012      | Cotton Bowl Stadium, Dallas, Estados Unidos      | Honduras               | 0–1         | Nueva Zelanda     |       | Amistoso                        |
| 16.   | 31 de mayo de 2015      | RFK Memorial Stadium, Washington D. C., EEUU     | Honduras               | 2–0         | El Salvador       |       | Amistoso                        |
| 17.   | 6 de junio de 2015      | Defensores del Chaco, Asunción, Paraguay         | Paraguay               | 2–2         | Honduras          |       | Amistoso                        |
| 18.   | 10 de junio de 2015     | Beira-Rio, Porto Alegre, Brasil                  | Brasil                 | 1–0         | Honduras          |       | Amistoso                        |
| 19.   | 1 de julio de 2015      | Estadio NRG, Houston, Estados Unidos             | México                 | 0–0         | Honduras          |       | Amistoso                        |
| 20.   | 7 de julio de 2015      | Estadio Toyota, Dallas, Estados Unidos           | Estados Unidos         | 2–1         | Honduras          |       | Copa de Oro 2015                |
| 21.   | 13 de julio de 2015     | Children's Mercy Park, Kansas City, EEUU         | Haití                  | 1–0         | Honduras          |       | Copa de Oro 2015                |
| 22.   | 4 de septiembre de 2015 | Cachamay, Puerto Ordaz, Venezuela                | Venezuela              | 0–3         | Honduras          |       | Amistoso                        |
| 23.   | 8 de octubre de 2015    | Nacional, Tegucigalpa, Honduras                  | Honduras               | 1–1         | Guatemala         |       | Amistoso                        |
| 24.   | 13 de octubre de 2015   | Olímpico Metropolitano, San Pedro Sula, Honduras | Honduras               | 1–1         | Sudáfrica         |       | Amistoso                        |
| 25.   | 27 de enero de 2016     | Nacional, Managua, Nicaragua                     | Nicaragua              | 1–3         | Honduras          |       | Amistoso                        |
| 26.   | 6 de septiembre de 2016 | Azteca, Ciudad de México, México                 | México                 | 0–0         | Honduras          |       | Eliminatoria Mundialista 2018   |
| 27.   | 8 de octubre de 2016    | FFB Field, Belmopán, Belice                      | Belice                 | 1–2         | Honduras          |       | Amistoso                        |
| 28.   | 3 de noviembre de 2016  | Olímpico Metropolitano, San Pedro Sula, Honduras | Honduras               | 5–0         | Belice            |       | Amistoso                        |
| 29.   | 11 de noviembre de 2016 | Olímpico Metropolitano, San Pedro Sula, Honduras | Honduras               | 0–1         | Panamá            |       | Eliminatoria Mundialista 2018   |
| 30.   | 15 de noviembre de 2016 | Olímpico Metropolitano, San Pedro Sula, Honduras | Honduras               | 3–1         | Trinidad y Tobago |       | Eliminatoria Mundialista 2018   |
| 31.   | 13 de enero de 2017     | Rommel Fernández, Ciudad de Panamá, Panamá       | Honduras               | 2–1         | Nicaragua         |       | Copa Centroamericana 2017       |
| 32.   | 22 de enero de 2017     | Rommel Fernández, Ciudad de Panamá, Panamá       | Belice                 | 0–1         | Honduras          |       | Copa Centroamericana 2017       |
| 33.   | 27 de mayo de 2017      | RFK Memorial Stadium, Washington D. C., EEUU     | Honduras               | 2–2         | El Salvador       |       | Amistoso                        |
| 34.   | 13 de junio de 2017     | Rommel Fernández, Cd. de Panamá, Panamá          | Panamá                 | 2–2         | Honduras          |       | Eliminatoria Mundialista 2018   |
| 35.   | 7 de julio de 2017      | Red Bull Arena, Harrison, EEUU                   | Honduras               | 0–1         | Costa Rica        |       | Copa de Oro 2017                |
| 36.   | 11 de julio de 2017     | BBVA Compass Stadium, Houston, EEUU              | Honduras               | 3–0         | Guayana Francesa  |       | Copa de Oro 2017                |
| 37.   | 14 de julio de 2017     | Estadio Toyota, Dallas, EEUU                     | Canadá                 | 0–0         | Honduras          |       | Copa de Oro 2017                |
| 38.   | 20 de julio de 2017     | State Farm Stadium, Phoenix, EEUU                | México                 | 1–0         | Honduras          |       | Copa de Oro 2017                |
| 39.   | 1 de septiembre de 2017 | Ato Boldon, Couva, Trinidad y Tobago             | Trinidad y Tobago      | 1–2         | Honduras          |       | Eliminatoria Mundialista 2018   |
| 40.   | 5 de septiembre de 2017 | Olímpico Metropolitano, San Pedro Sula, Honduras | Honduras               | 1–1         | Estados Unidos    |       | Eliminatoria Mundialista 2018   |
| 41.   | 6 de octubre de 2017    | Nacional, San José, Costa Rica                   | Costa Rica             | 1–1         | Honduras          |       | Eliminatoria Mundialista 2018   |
| 42.   | 10 de octubre de 2017   | Olímpico Metropolitano, San Pedro Sula, Honduras | Honduras               | 3–2         | México            |       | Eliminatoria Mundialista 2018   |
| 43.   | 10 de noviembre de 2017 | Olímpico Metropolitano, San Pedro Sula, Honduras | Honduras               | 0–0         | Australia         |       | Repechaje Intercontinental 2018 |
| 44.   | 28 de mayo de 2018      | Daegu Stadium, Daegu, Corea del Sur              | Corea del Sur          | 2–0         | Honduras          |       | Amistoso                        |
| 45.   | 2 de junio de 2018      | BBVA Compass Stadium, Houston, EEUU              | Honduras               | 0–1         | El Salvador       |       | Amistoso                        |
| 46.   | 11 de octubre de 2018   | Olímpico Lluís Companys, Barcelona, España       | Emiratos Árabes Unidos | 1–1         | Honduras          |       | Amistoso                        |
| 47.   | 16 de noviembre de 2018 | Nacional, Tegucigalpa, Honduras                  | Honduras               | 1–0         | Panamá            |       | Amistoso                        |
| 48.   | 20 de noviembre de 2018 | Germán Becker, Temuco, Chile                     | Chile                  | 4–1         | Honduras          |       | Amistoso                        |
| Total | Total                   | Total                                            | Presencias             | 48          | Goles             | 1     |                                 |

## Estadísticas

### Clubes
| Club | Temporada           | Div.                | Liga  | Liga  | Copas nacionales(1) | Copas nacionales(1) | Copas internacionales(2) | Copas internacionales(2) | Total | Total | Media goleadora(3) |
| Club | Temporada           | Div.                | Part. | Goles | Part.               | Goles               | Part.                    | Goles                    | Part. | Goles | Media goleadora(3) |
| --- | ------------------- | ------------------- | ----- | ----- | ------------------- | ------------------- | ------------------------ | ------------------------ | ----- | ----- | ------------------ |
| Real C. D. España Honduras |                     |                     |       |       |                     |                     |                          |                          |       |       |                    |
| 2008-09 | 1.ª                 | 5                   | 0     | —     | —                   | —                   | —                        | 5                        | 0     | 0     |                    |
| 2009-10 | 1.ª                 | 19                  | 0     | —     | —                   | 2                   | 0                        | 19                       | 0     | 0     |                    |
| 2010-11 | 1.ª                 | 28                  | 2     | —     | —                   | —                   | —                        | 28                       | 2     | 0.07  |                    |
| 2011-12 | 1.ª                 | 15                  | 0     | —     | —                   | 5                   | 0                        | 20                       | 0     | 0     |                    |
| Total | Total               | 67                  | 2     | 0     | 0                   | 7                   | 0                        | 74                       | 2     | 0.03  |                    |
| F. C. Motagua Honduras |                     |                     |       |       |                     |                     |                          |                          |       |       |                    |
| 2011-12 | 1.ª                 | 7                   | 0     | —     | —                   | —                   | —                        | 7                        | 0     | 0     |                    |
| 2012-13 | 1.ª                 | 15                  | 1     | —     | —                   | —                   | —                        | 15                       | 1     | 0.07  |                    |
| 2013-14 | 1.ª                 | 7                   | 0     | —     | —                   | —                   | —                        | 7                        | 0     | 0     |                    |
| Total | Total               | 29                  | 1     | 0     | 0                   | 0                   | 0                        | 29                       | 1     | 0.03  |                    |
| C. D. Marathón Honduras |                     |                     |       |       |                     |                     |                          |                          |       |       |                    |
| 2013-14 | 1.ª                 | 20                  | 1     | —     | —                   | —                   | —                        | 20                       | 1     | 0.05  |                    |
| Total | Total               | 20                  | 1     | 0     | 0                   | 0                   | 0                        | 20                       | 1     | 0.05  |                    |
| Panthrakikos F. C. · Grecia |                     |                     |       |       |                     |                     |                          |                          |       |       |                    |
| 2014-15 | 1.ª                 | 28                  | 1     | 5     | 0                   | —                   | —                        | 33                       | 1     | 0.03  |                    |
| 2015-16 | 1.ª                 | 20                  | 0     | 1     | 1                   | —                   | —                        | 21                       | 1     | 0.05  |                    |
| Total | Total               | 48                  | 1     | 6     | 1                   | 0                   | 0                        | 54                       | 2     | 0.04  |                    |
| C. D. Marathón Honduras |                     |                     |       |       |                     |                     |                          |                          |       |       |                    |
| 2016-17 | 1.ª                 | 13                  | 0     | —     | —                   | —                   | —                        | 13                       | 0     | 0     |                    |
| Total | Total               | 13                  | 0     | 0     | 0                   | 0                   | 0                        | 13                       | 0     | 0     |                    |
| Xanthi F. C. · Grecia |                     |                     |       |       |                     |                     |                          |                          |       |       |                    |
| 2016-17 | 1.ª                 | 8                   | 0     | 2     | 0                   | —                   | —                        | 10                       | 0     | 0     |                    |
| 2017-18 | 1.ª                 | 25                  | 2     | 4     | 0                   | —                   | —                        | 25                       | 2     | 0.08  |                    |
| Total | Total               | 33                  | 2     | 6     | 0                   | 0                   | 0                        | 39                       | 2     | 0.05  |                    |
| Real C. D. España Honduras |                     |                     |       |       |                     |                     |                          |                          |       |       |                    |
| 2018-19 | 1.ª                 | 33                  | 1     | —     | —                   | 2                   | 0                        | 35                       | 1     | 0.03  |                    |
| Total | Total               | 33                  | 1     | 0     | 0                   | 0                   | 0                        | 33                       | 1     | 0.03  |                    |
| Pontevedra C. F. · España |                     |                     |       |       |                     |                     |                          |                          |       |       |                    |
| 2019-20 | 2.ª B               | 11                  | 1     | 1     | 0                   | —                   | —                        | 12                       | 1     | 0.08  |                    |
| Total | Total               | 11                  | 1     | 1     | 0                   | 0                   | 0                        | 12                       | 1     | 0.08  |                    |
| Levadiakos F. C. · Grecia |                     |                     |       |       |                     |                     |                          |                          |       |       |                    |
| 2019-20 | 2.ª                 | 8                   | 2     | —     | —                   | —                   | —                        | 8                        | 2     | 0.25  |                    |
| 2020-21 | 2.ª                 | 25                  | 2     | —     | —                   | —                   | —                        | 25                       | 2     | 0.08  |                    |
| 2021-22 | 2.ª                 | 25                  | 0     | 3     | 0                   | —                   | —                        | 28                       | 0     | 0     |                    |
| 2022-23 | 1.ª                 | 29                  | 1     | 3     | 0                   | —                   | —                        | 32                       | 1     | 0.03  |                    |
| 2023-24 | 2.ª                 | 25                  | 0     | 3     | 0                   | —                   | —                        | 28                       | 0     | 0     |                    |
| 2024-25 | 1.ª                 | 10                  | 0     | 0     | 0                   | —                   | —                        | 10                       | 0     | 0     |                    |
| Total | Total               | 122                 | 5     | 9     | 0                   | 0                   | 0                        | 131                      | 5     | 0.04  |                    |
| Total en su carrera | Total en su carrera | Total en su carrera | 366   | 14    | 22                  | 1                   | 9                        | 0                        | 397   | 15    | 0.04               |
| (1) Incluye datos de la Copa de Grecia (2014-22), Copa del Rey (2019-20). (2) Incluye datos de la Liga de Campeones de la Concacaf (2009-12), Liga Concacaf (2018). (3) No incluye datos de partidos amistosos. |                     |                     |       |       |                     |                     |                          |                          |       |       |                    |

### Selección
| Selección | Temporada           | Amistosos | Amistosos | Concacaf(1) | Concacaf(1) | Mundial(2) | Mundial(2) | Total | Total | Media goleadora |
| Selección | Temporada           | Part.     | Goles     | Part.       | Goles       | Part.      | Goles      | Part. | Goles | Media goleadora |
| --- | ------------------- | --------- | --------- | ----------- | ----------- | ---------- | ---------- | ----- | ----- | --------------- |
| Sub-17 Honduras | 2007                | —         | —         | 3           | 0           | 3          | 0          | 6     | 0     | 0               |
| Sub-17 Honduras | Total               | 0         | 0         | 3           | 0           | 3          | 0          | 6     | 0     | 0               |
| Sub-20 Honduras | 2009                | —         | —         | 5           | 0           | 2          | 0          | 7     | 0     | 0               |
| Sub-20 Honduras | Total               | 0         | 0         | 5           | 0           | 2          | 0          | 7     | 0     | 0               |
| Olímpica Honduras | 2012                | —         | —         | 4           | 0           | 4          | 0          | 8     | 0     | 0               |
| Olímpica Honduras | Total               | 0         | 0         | 4           | 0           | 4          | 0          | 8     | 0     | 0               |
| Absoluta Honduras | 2011                | 6         | 0         | 7           | 1           | —          | —          | 13    | 1     | 0.08            |
| Absoluta Honduras | 2012                | 2         | 0         | —           | —           | —          | —          | 2     | 0     | 0               |
| Absoluta Honduras | 2013                | —         | —         | —           | —           | —          | —          | 0     | 0     | 0               |
| Absoluta Honduras | 2014                | —         | —         | —           | —           | —          | —          | 0     | 0     | 0               |
| Absoluta Honduras | 2015                | 7         | 0         | 2           | 0           | —          | —          | 9     | 0     | 0               |
| Absoluta Honduras | 2016                | 3         | 0         | 3           | 0           | —          | —          | 6     | 0     | 0               |
| Absoluta Honduras | 2017                | 1         | 0         | 12          | 0           | -          | -          | 13    | 0     | 0               |
| Absoluta Honduras | 2018                | 5         | 0         | —           | —           | —          | —          | 5     | 0     | 0               |
| Absoluta Honduras | 2019                | —         | —         | —           | —           | —          | —          | 0     | 0     | 0               |
| Absoluta Honduras | 2020                | —         | —         | —           | —           | —          | —          | 0     | 0     | 0               |
| Absoluta Honduras | Total               | 24        | 0         | 24          | 1           | 0          | 0          | 48    | 1     | 0.02            |
| Total en su carrera | Total en su carrera | 24        | 0         | 36          | 1           | 9          | 0          | 69    | 1     | 0.01            |
| (1) Incluye datos de Campeonato Sub-17 (2007), Campeonato Sub-20 (2009), Preolímpico (2012), Eliminatoria Mundialista (2015-17), Copa de Oro (2011-17), Copa Centroamericana (2011-17). (2) Incluye datos de Copa Mundial Sub-17 (2007), Copa Mundial Sub-20 (2009), Juegos Olímpicos (2012). |                     |           |           |             |             |            |            |       |       |                 |

### Resumen estadístico
|                              | Partidos | Goles | Media goleadora |
| ---------------------------- | -------- | ----- | --------------- |
| Liga                         | 265      | 9     | 0.03            |
| Copas nacionales             | 13       | 1     | 0.08            |
| Torneos internacionales      | 9        | 0     | 0               |
| Selección de Honduras Sub-17 | 6        | 0     | 0               |
| Selección de Honduras Sub-20 | 7        | 0     | 0               |
| Selección de Honduras Sub-23 | 8        | 0     | 0               |
| Selección de Honduras        | 48       | 1     | 0.02            |
| Total                        | 356      | 11    | 0.03            |

## Palmarés

### Campeonatos nacionales
| Título            | Club             | Sede     | Año     |
| ----------------- | ---------------- | -------- | ------- |
| Torneo Apertura   | Real España      | Honduras | 2010    |
| Segunda Superliga | Levadiakos F. C. | Grecia   | 2021-22 |

### Campeonatos internacionales
| Título               | Club (*)              | Sede   | Año  |
| -------------------- | --------------------- | ------ | ---- |
| Copa Centroamericana | Selección de Honduras | Panamá | 2011 |
| Copa Centroamericana | Selección de Honduras | Panamá | 2017 |

### Distinciones individuales
| Distinción                                                      | Año  |
| --------------------------------------------------------------- | ---- |
| Capitán más joven en la historia del fútbol hondureño           | 2010 |
| Parte del Equipo Ideal de la segunda fecha de la Copa de Grecia | 2015 |
| Parte del Equipo Ideal del Torneo Apertura                      | 2016 |

## Vida privada
Sus padres son Alfredo Mejía y Alba Escobar; tiene tres hermanas. Está casado con Kelly Ramos, con quien ha procreado dos hijos (uno nacido en Grecia y otro en Honduras). A lo largo de sus 16 años de carrera profesional, nunca se ha visto envuelto en polémicas extradeportivas y, en cambio, se ha mostrado como una persona apegada a su familia. En una entrevista con un diario local, su madre lo describió como alguien «respetuoso, cariñoso y atento». Asimismo, en el comienzo de su carrera el exfutbolista y director técnico, Carlos Orlando Caballero, definió a Mejía como «un líder nato y un adelantado a su edad», tomando en cuenta que en 2010 —a sus 20 años— se convirtió en el capitán más joven en la historia del fútbol hondureño. Desde niño se consideró admirador de Amado Guevara, con quien llegó a compartir vestuario en Motagua y, posteriormente, en Marathón. Públicamente se ha dado a conocer que mantiene estrechas relaciones de amistad con otros futbolistas, entre ellos Anthony Lozano, Johnny Leverón y Christian Altamirano, asimismo con el español Fali y el chileno Mauricio Isla.